# Городянин року (Миколаїв)
Загальноміська програма «Людина року. Городянин року» м. Миколаєва  щорічно відзначає заслуги містян у розвитку Миколаєва. Згідно з Положенням звання «Городянин року» присуджується миколаївцям за суспільно значимі професійні успіхи в наступних сферах діяльності (номінаціях): наука і вища школа; середня школа; культура; мистецтво; промисловість і транспорт; підприємництво; фінанси і банківська справа; охорона здоров'я; фізкультура і спорт; засоби масової інформації; благодійність і соціальне партнерство; туризм. У різні роки, враховуючи думку експертів і громадськості, оргкомітет засновує спеціальні номінації.  Звання «Людина року» присвоюється жителю міста Миколаєва, діяльність якого була найбільш соціально значуща для міста в цілому та мала широкий суспільний резонанс у поточному році. Результати експертних оцінок і соціологічних опитувань розглядаються й затверджуються оргкомітетом з загальноміської програми «Людина року. Городянин року».

## Історичні дані
У 1996 році Миколаївська міська рада заснувала почесний знак «Городянин року», яким відзначаються заслуги людини в розвитку міста Миколаєва. Свідоцтво й нагрудний знак про присвоєння звань «Людина року» і «Городянин року» вручаються лауреатам в урочистій обстановці міським головою, його заступниками, або, за дорученням оргкомітету, авторитетними представниками громади. «Людині року» також вручається пам'ятна статуетка «Святий Миколай». Нагрудний знак «Городянин року» розроблений Ігорем Матвіївим, пам'ятна статуетка «Святий Миколай» — Іваном Булавицьким.
З 1998 року присвоєння звання «Людина року» та «Городянин року» стало здійснюватися в рамках загальноміської програми «Людина року. Городянин року». У 1998—2014 роках оргкомітет очолював ініціатор та організатор багатьох загальноміських проєктів, директор видавничої фірми «Можливості Кіммерії» Валерій Карнаух. У 2015—2018 рр. оргкомітет очолював заслужений журналіст України, головний редактор газети «Вечерний Николаев» В. Ю. Пучков. У 2019 році головою оргкомітету обрано заслуженого працівника культури України, директора Миколаївського зоопарку В. М. Топчия.
Центральна бібліотека імені М. Л. Кропивницького з 1999 року випускає щорічний біобібліографічний довідник (за винятком 2015 та 2018 років). Видання містить біографічні матеріали та списки літератури щодо персон, яким присуджено звання «Людина року», «Городянин року»  та за спеціальними номінаціями.

## «Городянин року» по роках

### 1996
ЛЮДИНА РОКУ — Карнаух Валерій Анатолійович.
ГОРОДЯНИ РОКУ
- Антонюк Андрій Данилович.
- Бабакова Інга Альвідосівна.
- Берсон Микола Семенович.
- Задоян Петро Антонович.
- Кактус Василь Вахтович.
- Крючков Юрій Семенович.
- Матвєєв Ігор Борисович.
- Мєшин Віталій Веніамінович.
- Немировська Елла Семенівна.
- Січко Сергій Михайлович.
- Фоміних Світлана Григорівна.
- Ярова Тетяна Андріївна.

### 1997
ЛЮДИНА РОКУ — Бажов Валерій Аркадійович.
ГОРОДЯНИ РОКУ
- Бажов Валерій Аркадійович — номінація «Городянин року».
- Бердник Віталій Іванович — номінація «Городянин року».
- Ігнатьєв Олег Григорович — номінація «Городянин року».
- Карнаух Валерій Анатолійович — номінація «Городянин року».
- Клименко Леонід Павлович — номінація «Городянин року».
- Нагорний Микола Олександрович — номінація «Городянин року».
- Январьов Еміль Ізраїльович — номінація «Городянин року».

### 1998
ЛЮДИНА РОКУ —  Круглов Микола Петрович.
ГОРОДЯНИ РОКУ
- Антонюк Андрій Данилович — номінація «Городянин року».
- Берестнєв Валентин Борисович — номінація «Фізкультура і спорт».
- Виноградова Агнеса Вікторівна — номінація «Засоби масової інформації».
- Клименко Леонід Павлович — номінація «Наука і освіта».
- Круглов Микола Петрович — номінація «Суднобудування».
- Хабаров Валерій Оскарович — номінація «Благодійність».
- Холявко Володимир Андрійович — номінація «Промисловість і підприємництво».
- Яровий Анатолій Леонтійович — номінація «Медицина й охорона здоров'я».

### 1999
ЛЮДИНА РОКУ — Олійник Анатолій Олексійович.
ГОРОДЯНИ РОКУ
- Бабакова Інга Альвідосівна — номінація «Фізкультура і спорт».
- Бездольний Віктор Володимирович — номінація «Благодійність».
- Зайцева Тетяна Олександрівна — номінація «Охорона здоров'я».
- Кремінь Дмитро Дмитрович — номінація «Мистецтво».
- Кремко Олександр Олександрович — номінація «Засоби масової інформації — преса».
- Пак Василь Миколайович — номінація «Культура».
- Пак Ірина Олексіївна — номінація «Культура».
- Пересунько Тамара Костянтинівна — номінація «Наука і вища школа».
- Прудкий Сергій Васильович — номінація «Фінанси і банківська справа».
- Реутенко Олексій Олексійович — номінація «Середня школа».
- Сипко Сергій Олександрович — номінація «Підприємництво».
- Топчій Олександр Віталійович — номінація «Телебачення».
- Тулуб Володимир Йосипович — номінація «Промисловість».

### 2000
ЛЮДИНА РОКУ — Холявко Володимир Андрійович.
ГОРОДЯНИ РОКУ
- Берегуля Валентин Олександрович — номінація «Фінанси і банківська справа».
- Бережний Сергій Васильович — номінація «Середня школа».
- Дюмін Анатолій Григорович — номінація «Підприємництво».
- Кондратьєв Михайло Іванович — номінація «Благодійність — середні, малі і приватні підприємства».
- Митрофанов Олександр Олександрович — номінація «Засоби масової інформації».
- Росляков Сергій Миколайович — номінація «Культура».
- Снісаренко Світлана Павлівна — номінація «Охорона здоров'я».
- Столяр Михайло Борисович — номінація «Промисловість».
- Троянов Микола Олексійович — номінація «Мистецтво».
- Цигульова Оксана Миколаївна — номінація «Фізкультура і спорт».
- Цукерман Едуард Семенович — номінація «Благодійність — великі підприємства».

### 2001
ЛЮДИНА РОКУ — Бабакова Інга Альвідосівна.
ГОРОДЯНИ РОКУ
- Бездольний Віктор Володимирович — номінація «Промисловість і транспорт».
- Горжій Володимир Максимович — номінація «Фізкультура і спорт».
- Горжій Людмила Михайлівна — номінація «Фізкультура і спорт».
- Ісланкіна Валентина Миронівна — номінація «Торгівля».
- Ішхнелі Анзор Шотович — номінація «Харчова промисловість».
- Компанієць Анатолій Сергійович — номінація «Середня школа».
- Кухар-Онишко Наталія Олександрівна — номінація «Наука».
- Лозовенко Сергій Петрович — номінація «Мистецтво».
- Нікіфорова Віра Григорівна — номінація «Фінанси і банківська справа».
- Прудкий Сергій Васильович — номінація «Благодійність».
- П'ятигорський Віктор Вікторович — номінація «Училища і технікуми».
- Романовський Георгій Федорович — номінація «Вища школа».
- Тихончук Оксана Михайлівна — номінація «Засоби масової інформації».
- Топчий Володимир Миколайович — номінація «Культура».
- Хоменко Михайло Гаврилович — номінація «Легка промисловість».
- Чеботарьов Олександр Петрович — номінація «Охорона здоров'я».

### 2002
ЛЮДИНА РОКУ — Бездольний Віктор Володимирович.
ГОРОДЯНИ РОКУ
- Бондін Юрій Миколайович — номінація «Промисловість».
- Вадатурський Олексій Опанасович — номінація «Підприємництво».
- Дюмін Анатолій Григорович — номінація «Благодійність».
- Задирко Геннадій Олександрович — номінація «Засоби масової інформації».
- Ковальський Ігор Петрович — номінація «Охорона здоров'я».
- Лейфура Валентин Миколайович — номінація «Середня школа».
- Лютий Олександр Павлович — номінація «Училища і технікуми».
- Макушин Віктор Юрійович — номінація «Мистецтво».
- Макушин Юрій Андрійович — номінація «Мистецтво».
- Макушина Інна Вікторівна — номінація «Мистецтво».
- Мовчан Олена Дмитрівна — номінація «Фізкультура і спорт».
- Прудкий Сергій Васильович — номінація «Меценат року».
- Скороходов Вадим Анатолійович — номінація «Наука і вища школа».
- Шпачинський Омелян Артемович — в номінації «Культура».

### 2003
ЛЮДИНА РОКУ — Бондін Юрій Миколайович.
ГОРОДЯНИ РОКУ
- Бахтов Володимир Олександрович — номінація «Мистецтво».
- Білоножко Анатолій Якович — номінація «Засоби масової інформації».
- Будак Валерій Дмитрович — номінація «Наука і вища школа».
- Гречко Галина Степанівна — номінація «Культура».
- Гришин Петро Миколайович — номінація «Фінанси і банківська справа».
- Дмитриченко Анатолій Васильович — номінація «Училища і технікуми».
- Зубков Василь Олексійович — номінація «Благодійність».
- Матвєєва Ганна Дмитрівна — номінація «Середня школа».
- Машкін Олег Валерійович — номінація «Фізкультура і спорт».
- Нанаров Олександр Іванович — номінація «Охорона здоров'я».
- Овчинніков Юрій Георгійович — номінація «Промисловість».
- Романчук Микола Павлович — номінація «Суднобудування».
- Тараненко Сергій Юрійович — номінація «Підприємництво».

### 2004
ЛЮДИНА РОКУ — Прудкий Сергій Васильович
ГОРОДЯНИ РОКУ
- Бєдін Федір Павлович — номінація «Промисловість».
- Богун Петро Михайлович — номінація «Середня школа і дошкільна освіта».
- Вадатурський Олексій Опанасович — номінація «Благодійність».
- Димов Федір В'ячеславович — номінація «Фінанси і банківська справа».
- Завгородній Анатолій Петрович — номінація «Мистецтво».
- Іваницька Лідія Іванівна — номінація «Культура».
- Іваницький В'ячеслав Едуардович — номінація «Культура».
- Кривокульський Олег Григорович — номінація «Інноваційний проект року».
- Кухмай Микола Іванович — номінація «Будівництво».
- Мехеда Віталій Валерійович — номінація «Засоби масової інформації».
- Нікітін Юрій Вікторович — номінація «Фізкультура і спорт».
- Семенюк Ігор Павлович — номінація «Підприємництво».
- Сирота Анатолій Архипович — номінація «Училища, технікуми, коледжі».
- Стариков Ілля Мойсейович — номінація «Наука і вища школа».
- Ярова Валентина Михайлівна — номінація «Охорона здоров'я».

### 2005
ЛЮДИНА РОКУ — Вадатурський Олексій Опанасович
ГОРОДЯНИ РОКУ
- Агафонов Валерій Олексійович — номінація «Промисловість».
- Бондаренко Андрій Володимирович — номінація «Фізкультура і спорт».
- Бондаренко Олександр Володимирович — номінація «Фізкультура і спорт».
- Булавицький Іван Якович — номінація «Мистецтво».
- Глущенко Владислав Валерійович — номінація «Фізкультура і спорт».
- Дюмін Анатолій Григорович — номінація «Меценат року».
- Ільїн Олексій Олексійович — номінація «Середня школа і дошкільна освіта».
- Кравченко Микола Антонович — номінація «Культура».
- Мельник Адам Мефодійович — номінація «Підприємництво».
- Перунов Андрій Вікторович — номінація «Фізкультура і спорт».
- Пєхота Олена Миколаївна — номінація «Наука і вища школа».
- Подольський Леонід Наумович — номінація «Соціальний проект року».
- Романчук Микола Павлович — номінація «Прорив у суднобудуванні».
- Хоржевська (Савицька) Інга Едуардівна — номінація «Засоби масової інформації».
- Хоменко Михайло Гаврилович — номінація «Благодійність».
- Хотін Олександр Якович — номінація «Охорона здоров'я».

### 2006
ЛЮДИНА РОКУ — Антонюк Андрій Данилович
ГОРОДЯНИ РОКУ
- Вадатурський Олексій Опанасович — номінація «Меценат року».
- Ващиленко Артем Миколайович — номінація «Фінанси і банківська справа».
- Голубкова Катерина Олександрівна — номінація «Мистецтво».
- Губанов Сергій Миколайович — номінація «Училища і технікуми».
- Долгов Євген Леонідович — номінація «Культура».
- Загоруй Віктор Семенович — номінація «Будівництво і архітектура».
- Запорожець Віктор Костянтинович — номінація «Фізкультура і спорт».
- Кантор Сергій Анатолійович — номінація «Промисловість».
- Кисличенко Віктор Григорович — номінація «Промисловість».
- Маринов Олександр Миколайович — номінація «Підприємництво».
- Москаленко Руслан Георгійович — номінація «Інноваційний проєкт року».
- Овдієнко Ігор Миколайович — номінація «Захист миколаївського суднобудування».
- Свистун Артем Олександрович — номінація «Молоде ім'я року».
- Семенов Андрій Іванович — номінація «Благодійність».
- Сич Євген Григорович — номінація «Охорона здоров'я».
- Трегубов Юрій Борисович — номінація «Засоби масової інформації».
- Шебанін В'ячеслав Сергійович — номінація «Наука і вища школа».

### 2007
ЛЮДИНА РОКУ — Вадатурський Олексій Опанасович
ГОРОДЯНИ РОКУ
- Баєв Андрій Олексійович — номінація «Фінанси і банківська справа»
- Берсон Микола Семенович — номінація «Відродження театру»
- Відяпін Віктор Олександрович — номінація «Охорона здоров'я»
- Горбенко Кирило Володимирович — номінація «Наука»
- Горобець Олександр Вікторович — номінація «Середня школа і дошкільна освіта»
- Жмурков Володимир Володимирович — номінація «Промисловість»
- Журавель Дмитро Феодосійович — номінація «Культура»
- Іванов Віктор Дем'янович — номінація «Підприємництво»
- Качурін В'ячеслав Тимофійович — номінація «Мистецтво»
- Крючков Юрій Семенович — номінація «Літописець міста Миколаєва»
- Кухмай Микола Іванович — номінація «Благодійність»
- Мериков Вадим Іванович — номінація «Благодійність»
- Мещанінов Олександр Павлович — номінація «Вища школа»
- Назаренко Сергій Степанович — номінація «Будівництво і архітектура»
- Тверда Тетяна Василівна — номінація «Культура»
- Тонковід Вікторія Анатоліївна — номінація «Засоби масової інформації»
- Хомрова Олена Миколаївна — номінація «Фізкультура і спорт»
- Целіщев Олексій Сергійович — номінація «Середня школа»

### 2008
ЛЮДИНА РОКУ — Харлан Ольга Геннадіївна.
ГОРОДЯНИ РОКУ
- Вадатурский  Андрій Олексійович — номінація «Підприємництво».
- Валєєв Анатолій Казанфірович — номінація «Будівництво».
- Вербовщук Микола Олександрович — номінація «Промисловість».
- Волохов Євген Павлович — номінація «Охорона здоров'я».
- Деркач Олег Михайлович — номінація «Наука і вища освіта».
- Зінченко Діна Єгорівна — номінація «Середня школа».
- Іванов Олександр Кузьмич — номінація «Культура».
- Ішхнелі Анзор Шотович — номінація «Благодійність».
- Кваша Ілля Олегович — номінація «Фізкультура і спорт».
- Наточа Катерина Іванівна — номінація «Засоби масової інформації».
- Озерний Михайло Іванович — номінація «Мистецтво».
- Олійник Анатолій Іванович — номінація «Технікуми».
- Прилуцький Анатолій Миколайович — номінація «Будівництво».
- Сакаль Іван Іванович — номінація «Фінанси і банківська справа».
- Стерпул Григорій Іванович — номінація «Соціальний проєкт року».

### 2009
ЛЮДИНА РОКУ — Митрополит Миколаївський і Вознесенський Питирим.
ГОРОДЯНИ РОКУ
- Вадатурский Андрій Олексійович — номінація «Благодійність».
- Вадатурський Олексій Опанасович — номінація «Інвестиційно-інноваційний проєкт року».
- Дробот Віктор Володимирович — номінація «Соціальний проєкт року».
- Ішхнелі Анзор Шотович — номінація «Підприємництво».
- Кантор Сергій Анатолійович — номінація «Благодійність».
- Колечко Ніна Костянтинівна — номінація «Середня школа».
- Колесникова Тетяна Миколаївна — номінація «Фізкультура і спорт».
- Костєв Сергій Федорович — номінація «Фінанси і банківська діяльність».
- Крапива Віталій Петрович — номінація «Промисловість».
- Купцова Тетяна Михайлівна — номінація «Мистецтво».
- Масюта Євген Іванович — номінація «Середня школа».
- Пінігін Геннадій Іванович — номінація «Наука і вища школа».
- Почтаренко Володимир Георгійович — номінація «Культура».
- Романчук Микола Павлович — номінація «Інвестиційно-інноваційний проєкт року».
- Спірюхова Світлана Анатоліївна — номінація «Фізкультура і спорт».
- Терзійський Михайло Васильович — номінація «Охорона здоров'я».
- Ткаченко Володимир Опанасович — номінація «Будівництво».
- Христова Наталя Михайлівна — номінація «Засоби масової інформації».

### 2010
ЛЮДИНА РОКУ — Горжій Володимир Максимович
ГОРОДЯНИ РОКУ
- Блакитна Тетяна Іванівна — номінація «Середня школа».
- Блінцов Володимир Степанович — номінація «Наука і вища школа».
- Гращенкова Ірина Олександрівна — номінація «Середня школа».
- Діданов Віктор Іванович — номінація «Технікуми і професійні училища».
- Єгоров Юрій Андрійович — номінація «Будівництво і архітектура».
- Коваленко Георгій Володимирович — номінація «Безпечне материнство і дитинство».
- Козлов Станіслав В'ячеславович — номінація «Засоби масової інформації».
- Матвієнко Людмила Павлівна — номінація «Рівні можливості».
- Мітковська Тетяна Сергіївна — номінація «Культура».
- Моцар Сергій Іванович — номінація «Охорона здоров'я».
- Островська Тетяна Анатоліївна — номінація «Молоде ім'я року».
- Погосов Едуард Аркадійович — номінація «Благодійність».
- Приходько Олег Костянтинович — номінація «Мистецтво».
- Сатін Олександр Володимирович — номінація «Фізкультура і спорт».
- Фуркало Ігор Савич — номінація «Підприємництво».
- Хоменко Андрій Іванович — номінація «Промисловість».
- Чехович Геннадій Тимофійович — номінація «Фінанси і банківська справа».
- Балихін Валентин — номінація «Надія року».
- Бондар Ганна — номінація «Надія року».
- Колодій Олег — номінація «Надія року».
- Науменко Ігор — номінація «Надія року».
- Петрович Дмитро — номінація «Надія року».

### 2011
ЛЮДИНА РОКУ — Ішхнелі Анзор Шотович
ГОРОДЯНИ РОКУ
- Антощенко Юрій Михайлович — номінація «Добродійність».
- Бабенко Дмитро Володимирович — номінація «Наука і вища школа».
- Беседін Сергій Васильович — номінація «Будівництво».
- Борисов Євген Олексійович — номінація "Український «Корвет».
- Буркун Валерій Васильович — номінація «Промисловість і транспорт».
- Ганусовська Тетяна Михайлівна — номінація «Охорона здоров'я».
- Губська Тетяна Миколаївна — номінація «Культура».
- Данішевський Ігор Володимирович — спеціальна номінація «Духовне відродження».
- Кантор Сергій Анатолійович — спеціальна номінація «Стійкий розвиток».
- Кириленко Володимир Петрович — номінація «Підприємництво».
- Малицький Владислав Іванович — номінації «Підприємництво».
- Мар'янко Тетяна Йосипівна — номінація «Фізкультура й спорт».
- Овчинніков Юрій Георгійович — спеціальна номінація «Соціальне партнерство».
- Сироватський Іван Михайлович — «Середня школа і професійні училища».
- Урес Віктор Юхимович — номінація «Мистецтво».
- Фуркало Ігор Савович — номінація «Добродійність».
- Чиченін В'ячеслав Іванович — номінація «Засоби масової інформації».

### 2012
ЛЮДИНА РОКУ — Шебанін В'ячеслав Сергійович.
ГОРОДЯНИ РОКУ
- Бурик Лариса Борисівна — номінація «Благодійність».
- Іванюк Василь Володимирович — номінація «Промисловість і транспорт».
- Каланжов Сергій Васильович — номінація «Засоби масової інформації».
- Клименко Михайло Григорович — номінація «Фінанси і банківська справа».
- Мартинов Іван Миколайович — номінація «Підприємництво».
- Мороз Володимир Іванович — номінація «Охорона здоров'я».
- Парсяк Володимир Никифорович — номінація «Вища школа».
- Подгуренко Володимир Сергійович — номінація «Наука».
- Сердцев Вадим Андрійович — спеціальна номінація «Я люблю рідне місто».
- Скороход Артем Анатолійович — номінація «Фізкультура і спорт».
- Стерпул Григорій Іванович — номінація «Будівництво і архітектура».
- Твєрітінова Лариса Євгенівна — номінація «Культура».
- Федоренко Володимир Олександрович — номінації «Середня школа і профтехучилища».
- Юрковський Володимир Олександрович — номінація «Мистецтво».

### 2013
ЛЮДИНА РОКУ — Берсон  Микола Семенович.
ГОРОДЯНИ РОКУ
- Бабенко Микола Дмитрович — номінація «Фінанси і банківська справа».
- Бойко Геннадій Романович — номінація «Фізкультура і спорт».
- Бондаренко Юлія Миколаївна — номінація «Середня школа».
- Гайду Олександр Васильович — номінація «Благодійність і соціальне партнерство»; спеціальний приз «За модернізацію підприємств морегосподарського комплексу»..
- Гуменний Юрій Степанович — номінація «Мистецтво».
- Кручиніна Євгенія Іванівна — номінація «Культура».
- Присяжнюк Сергій Васильович — номінація «Підприємництво».
- Пронкевич Олександр Вікторович — номінація «Наука і вища школа».
- Сипко Сергій Олександрович — номінація «Промисловість і транспорт».
- Скоропад Ігор Романович — номінація «Охорона здоров'я».
- Соколов Олександр Миколайович — номінація «Засоби масової інформації».
- Соловйов Віктор Алмабаєвич — номінація «Коледжі, училища, технікуми».
- Харлан Ольга Геннадіївна — спеціальна номінація «Слава міста».

### 2014
ЛЮДИНА РОКУ — Особовий склад Миколаївської 79-ї окремої аеромобільної бригади
ГОРОДЯНИ РОКУ
- Арахамія Давід Георгійович — спеціальна номінація «Допомога українській армії».
- Бірюков Юрій Сергійович — спеціальна номінація «Допомога українській армії».
- Бортник Олександр  Миколайович — номінація «Фізкультура і спорт».
- Вадатурський Олексій Опанасович — спеціальна номінація «Допомога українській армії».
- Волік Андрій Олександрович — номінація «Промисловість і транспорт».
- Гаврилов Сергій Іванович — номінація «Засоби масової інформації — преса».
- Головченко Гліб Олександрович — номінація «Засоби масової інформації — телебачення».
- Дюмін Анатолій Григорович — номінація «Меценат року».
- Замлинський Микола Іванович — номінація «Охорона здоров'я».
- Козир Юрій Борисович — номінація «Благодійність».
- Матіюк Микола Георгійович — номінація «Середня школа».
- Сагайдаков Олександр Михайлович — номінація «Підприємництво».
- Саранчина Світлана Миколаївна — номінація «Культура».
- Сімченко В'ячеслав Валентинович — спеціальна номінація «Допомога українській армії».
- Смирнов Олександр Ігорович — номінація «Наука і вища школа».
- Терещенко Олександр Леонтійович — номінація «Засоби масової інформації».
- Федор Петро Геннадійович — номінація «Будівництво».
- Чверкалюк Сергій Володимирович — номінація «Мистецтво».
- Швець Олександр Михайлович — спеціальна номінація «Допомога українській армії».
- Яровий Максим Володимирович — номінація «Фізкультура і спорт».

Спеціальна номінація «Захисник Батьківщини»
- Особовий склад батальйону патрульної служби особливого призначення «Миколаїв» УМВС України в Миколаївській області — спеціальна номінація «Захисник Батьківщини».
- Особовий склад полку Національної гвардії МВС України — спеціальна номінація «Захисник Батьківщини».
- Особовий склад 79-ї окремої аеромобільної бригади — спеціальна номінація «Захисник Батьківщини».
- Особовий склад 19-го мотопіхотного батальйону — спеціальна номінація «Захисник Батьківщини».
- Особовий склад 36-ї бригади берегової оборони морської піхоти — спеціальна номінація «Захисник Батьківщини».
- Особовий склад 145-й окремий ремонтно-відновлювальний полк — спеціальна номінація «Захисник Батьківщини».

### 2015
Переможці не визначалися

### 2016
ЛЮДИНА РОКУ — Кремінь Дмитро Дмитрович.
ГОРОДЯНИ РОКУ
- Алексєєва Катерина Юріївна — номінація «Мистецтво».
- Вдовиченко Юрій Володимирович — номінація «Мистецтво».
- Волонтерська група «Кулінарна сотня» — спеціальна номінація «Допомога українській армії».
- Гелевер Ігор Леонідович — номінація «Кращі працівники міських служб».
- Голубар Ігор Францевич — спеціальна номінація «Нові технології».
- Грачова Марія Георгіївна — номінація «Охорона здоров'я».
- Григор'ян Гурген Григорович — спеціальна номінація «Я люблю рідне місто».
- Жуковська Тетяна Костянтинівна — номінація «Фізкультура і спорт».
- Іванова Надія Валеріївна — номінація «Благодійність і соціальне партнерство».
- Індіков Ярослав Володимирович — номінація "Засоби масової інформації.
- Капацина Василь Миколайович — номінація «Промисловість і транспорт».
- Лісовський Дмитро Валерійович — номінація «Кращі працівники міських служб».
- Лохматов Андрій Петрович — номінація «Засоби масової інформації».
- Любаров Юрій Йосипович — номінація «Культура».
- Нетребко Олександр Юрійович — спеціальна номінація «Захисник України».
- Первова Марина Марківна — номінація «Середня школа».
- Рижков Сергій Сергійович — номінація «Наука і вища школа».
- Тимошенко Юрій Олександрович — номінація «Кращі працівники міських служб».
- Фалько Володимир Іванович — номінація «Підприємництво».
- Верхоляк Софія — номінація «Надія року».
- Вижиган Ірина — номінація «Надія року».
- Майорова Анастасія — номінація «Надія року».
- Фастовець Анастасія — номінація «Надія року».

### 2017
ЛЮДИНА РОКУ — Сипко Сергій Олександрович
ГОРОДЯНИ РОКУ
- Абраменко Олександр Володимирович — спеціальна номінація «Слава міста».
- Алексєєв Володимир В'ячеславович — номінація «Мистецтво».
- Бєлов Вадим Леонідович — номінація «Підприємництво».
- Боіштян Дмитро Валерійович — спеціальна номінація «Захисник України».
- Буряк Олена Святославівна — номінація «Фізкультура і спорт».
- Голодницький Олександр Григорович — номінація «Промисловість і транспорт».
- Гольденберг Михайло Давидович — спеціальна номінація «Я люблю рідне місто».
- Гуллер Володимир Ілліч — спеціальна номінація «Я люблю рідне місто».
- Горбуров Євген Григорович — спеціальна номінація «Літопис Миколаєва».
- Данилов Ігор Миколайович — номінація «Засоби масової інформації».
- Команда Інтернет-порталу «Николаевский БазарЪ» — спеціальна номінація «Літопис Миколаєва».
- Кузнєцова Ірина Дмитрівна — номінація «Середня школа»   .
- Терентьєв Володимир Львович — номінація «Культура».
- Черепанов Андрій Володимирович — номінація «Благодійність і соціальне партнерство».
- Шитюк Микола Миколайович — номінація «Наука і вища школа».
- Шишко Людмила Дем'янівна — номінація «Охорона здоров'я».
- Ященко Леонід Григорович — спеціальна номінація «Я люблю рідне місто».
- Бенюх Дмитро — номінація «Надія року».
- Бондаренко Марія — номінація «Надія року».
- Дегтяр Альона — номінація «Надія року».
- Терещук Матвій — номінація «Надія року».

### 2018
Переможці не визначалися

### 2019
ЛЮДИНА РОКУ — Іванова Надія Валеріївна
ГОРОДЯНИ РОКУ
- Бут Олена Миколаївна — номінація «Підприємництво».
- Гуменюк Сергій Миколайович — номінація «Фізкультура і спорт».
- Захарова Юлія Вікторівна — номінація «Мистецтво».
- Іванов Дмитро Степанович — номінація «Промисловість і транспорт».
- Івашко Олена Миколаївна — номінація «Засоби масової інформації».
- Капацина Микола Васильович — номінація «Благодійність і соціальне партнерство».
- Козир Борис Юрійович — номінація «Благодійність і соціальне партнерство».
- Курляк Олена Анатоліївна — номінація «Охорона здоров'я».
- Мицик Сергій Васильович — номінація «Культура».
- Норд Ганна Леонідівна — спеціальна відзнака за створення наукового дослідно-практичного центру з питань інклюзії та реабілітації воїнів АТО/ООС.
- Трушляков Євген Іванович — номінація «Наука і вища школа».
- Фалько Дмитро Володимирович — спеціальна відзнака за реалізацію інвестиційних програм та соціальних проєктів у агропромисловому комплексі Миколаївщини.
- Цуркіна Тетяна Валентинівна — номінація «Середня школа».
- Чайка Владислав Володимирович — номінація «Благодійність і соціальне партнерство».
- Чичкалюк Тетяна Олександрівна — номінація «Туризм».
- Адубецький Антон — номінація «Надія року».
- Вітовець Іван — номінація «Надія року».
- Косигін Олексій — номінація «Надія року».
- Мірзоєв Сімур Надир огли — номінація «Надія року».
- Піталов Ярослав — номінація «Надія року».

### 2020
ГОРОДЯНИ РОКУ
- Криворучко Андрій — номінація «Культура і туризм»;
- Бубенко Ірина —номінація «Мистецтво»;
- Шуляр Василь —номінація «Наука і вища школа»;
- Борисенко Максим —номінація «Середня школа»;
- Деренюга Олег Анатолійович—номінація «Засоби масової інформації»;
- Капацина Микола Васильович —номінація «Підприємництво»;
- Бурковець Сергій —номінація «Промисловість і транспорт»;
- Горощенко Дмитро —номінація «Фізкультура і спорт»;
- Оборонько Дмитро — спецпроект «За підтримку бізнесу в умовах пандемії».

Спецпроєкт «Благодійність заради життя»:
- Державне підприємство "Науково-виробничий комплекс газотурбобудування «Зоря»-«Машпроєкт»;
- Товариство з обмеженою відповідальністю «Миколаївський глиноземний завод»;
- Товариство з обмеженою відповідальністю «Миколаївський спеціалізований порт Ніка-Тера».

Спецпроєкт «Герої року»:
- Купрєєва Олена;
- Піхтерева Людмила;
- Подаранчук Валентин;
- Тимофійчук Ірина;
- Ковальчик Марина;
- Латій Дар'я;
- Попова Вікторія;
- Молодцов Валерій.

Герой року — Вадатурський Олексій Опанасович
Надія року:
- Бондар Олександра;
- Калинюк Кіра;
- Кузьмич Ірина;
- Кукса Олексій;
- Підгородинська Поліна.